# 5621 Erb
Az 5621 Erb (ideiglenes jelöléssel 1990 SG4) egy marsközeli kisbolygó. Kenneth Lawrence fedezte fel 1990. szeptember 23-án.